# مسابقات قهرمانی بسکتبال آسیا ۱۹۹۹
مسابقات قهرمانی بسکتبال آسیا ۱۹۹۹ بیستمین دورهٔ قهرمانی آسیا برای مردان می‌باشد که از ۲۸ اوت تا ۵ سپتامبر در فوکوئوکا، ژاپن برگزار گردید. این دوره از مسابقات، رقابت‌های انتخابی بازی‌های بسکتبال در المپیک تابستانی ۲۰۰۰ در سیدنی، استرالیا بود.

## انتخابی
طبق قوانین فیبا آسیا، هر منطقهٔ آسیا دو سهمیه داشت و میزبان (ژاپن) و ۵ تیم برتر دورهٔ پیشین مسابقات قهرمانی آسیا به‌طور خودکار به این رقابت‌ها راه یافتند.
| شرق آسیا (۴+۲) | خلیج فارس (۲+۲)   | مرکز آسیا (۲) | جنوب شرق آسیا (۲) | غرب آسیا (۲) |
| -------------- | ----------------- | ------------- | ----------------- | ------------ |
| ژاپن           | عربستان سعودی     | ازبکستان      | فیلیپین           | سوریه        |
| کرهٔ جنوبی      | امارات متحدهٔ عربی | قزاقستان      | تایلند            | لبنان        |
| چین            | کویت              |               |                   |              |
| تایوان         | بحرین             |               |                   |              |
| هنگ کنگ        |                   |               |                   |              |
| کرهٔ شمالی      |                   |               |                   |              |

## قرعه‌کشی
قرعه‌کشی در ۱۵ ژوئن در هتل جدید اُتانی توکیو انجام شد.
| گروه A                                          | گروه B                         | گروه C                                 | گروه D                                    |
| ----------------------------------------------- | ------------------------------ | -------------------------------------- | ----------------------------------------- |
| کرهٔ جنوبی · امارات متحدهٔ عربی · لبنان · فیلیپین | ژاپن · تایلند · هنگ کنگ · کویت | چین · قزاقستان * · سوریه · کرهٔ شمالی * | عربستان سعودی · ازبکستان · تایوان · بحرین |

* کره شمالی و قزاقستان از رقابت‌ها کناره‌گیری کردند و در گروه C تنها دو تیم باقی ماندند. در پی این رویداد، کنفدراسیون بسکتبال آسیا (ABC)،  مالزی را به جدول اضافه کرد.

## دور مقدماتی

### گروه A
| تیم               | بازی | برد | باخت | امتیاز برده | امتیاز باخته | تفاضل | امتیازات |
| ----------------- | ---- | --- | ---- | ----------- | ------------ | ----- | -------- |
| لبنان             | ۳    | ۳   | ۰    | ۲۱۰         | ۱۸۵          | ۲۵+   | ۶        |
| کرهٔ جنوبی         | ۳    | ۲   | ۱    | ۲۵۱         | ۱۸۹          | ۶۲+   | ۵        |
| امارات متحدهٔ عربی | ۳    | ۱   | ۲    | ۲۱۶         | ۲۴۴          | ۲۸–   | ۴        |
| فیلیپین           | ۳    | ۰   | ۳    | ۱۹۴         | ۲۵۳          | ۵۹–   | ۳        |

| ۲۸ اوت ۱۵:۰۰ |

|  |

| کرهٔ جنوبی                         | ۹۸–۶۳ | فیلیپین |
| امتیاز بر پایه نیمه: ۵۸–۳۸, ۴۰–۲۵ |       |         |

| ۲۸ اوت ۱۹:۰۰ |

|  |

| امارات متحدهٔ عربی                 | ۷۰–۷۵ | لبنان |
| امتیاز بر پایه نیمه: ۴۳–۳۶, ۲۷–۳۹ |       |       |

| ۲۹ اوت ۱۵:۰۰ |

|  |

| لبنان                             | ۷۵–۶۵ | کرهٔ جنوبی |
| امتیاز بر پایه نیمه: ۴۰–۳۴, ۳۵–۳۱ |       |           |

| ۲۹ اوت ۱۵:۰۰ |

|  |

| فیلیپین                           | ۸۱–۹۵ | امارات متحدهٔ عربی |
| امتیاز بر پایه نیمه: ۴۴–۵۶, ۳۷–۳۹ |       |                   |

| ۳۰ اوت ۱۵:۰۰ |

|  |

| کرهٔ جنوبی                         | ۸۸–۵۱ | امارات متحدهٔ عربی |
| امتیاز بر پایه نیمه: ۵۱–۲۶, ۳۷–۲۵ |       |                   |

| ۳۰ اوت ۱۷:۰۰ |

|  |

| فیلیپین                           | ۵۰–۶۰ | لبنان |
| امتیاز بر پایه نیمه: ۲۵–۳۱, ۲۵–۲۹ |       |       |

### گروه B
| تیم     | بازی | برد | باخت | امتیاز برده | امتیاز باخته | تفاضل | امتیازات |
| ------- | ---- | --- | ---- | ----------- | ------------ | ----- | -------- |
| ژاپن    | ۳    | ۳   | ۰    | ۲۵۹         | ۱۳۵          | ۱۲۴+  | ۶        |
| کویت    | ۳    | ۲   | ۱    | ۲۴۰         | ۲۲۸          | ۱۲+   | ۵        |
| تایلند  | ۳    | ۱   | ۲    | ۲۰۷         | ۲۸۰          | ۷۳–   | ۴        |
| هنگ کنگ | ۳    | ۰   | ۳    | ۲۰۲         | ۲۶۵          | ۶۳–   | ۳        |

| ۲۸ اوت ۱۳:۰۰ |

|  |

| ژاپن                              | ۸۵–۳۸ | تایلند |
| امتیاز بر پایه نیمه: ۳۹–۱۹, ۴۶–۱۹ |       |        |

| ۲۸ اوت ۱۳:۰۰ |

|  |

| کویت                              | ۸۸–۶۲ | هنگ کنگ |
| امتیاز بر پایه نیمه: ۳۳–۳۸, ۵۵–۲۴ |       |         |

| ۲۹ اوت ۱۳:۰۰ |

|  |

| هنگ کنگ                           | ۵۸–۸۸ | ژاپن |
| امتیاز بر پایه نیمه: ۳۸–۳۱, ۲۰–۵۷ |       |      |

| ۲۹ اوت ۱۳:۰۰ |

|  |

| تایلند                            | ۸۰–۱۱۳ | کویت |
| امتیاز بر پایه نیمه: ۴۳–۵۶, ۳۷–۵۷ |        |      |

| ۳۰ اوت ۱۳:۰۰ |

|  |

| ژاپن                              | ۸۶–۳۹ | کویت |
| امتیاز بر پایه نیمه: ۴۴–۲۱, ۴۲–۱۸ |       |      |

| ۳۰ اوت ۱۳:۰۰ |

|  |

| تایلند                            | ۸۹–۸۲ | هنگ کنگ |
| امتیاز بر پایه نیمه: ۴۵–۴۷, ۴۴–۳۵ |       |         |

### گروه C
| تیم   | بازی | برد | باخت | امتیاز برده | امتیاز باخته | تفاضل | امتیازات |
| ----- | ---- | --- | ---- | ----------- | ------------ | ----- | -------- |
| چین   | ۲    | ۲   | ۰    | ۱۶۶         | ۱۰۲          | ۶۴+   | ۴        |
| سوریه | ۲    | ۱   | ۱    | ۱۵۳         | ۱۷۶          | ۲۳–   | ۳        |
| مالزی | ۲    | ۰   | ۲    | ۱۰۵         | ۱۴۶          | ۴۱–   | ۲        |

| ۲۸ اوت ۱۷:۰۰ |

|  |

| چین                               | ۵۴–۴۱ | مالزی |
| امتیاز بر پایه نیمه: ۳۴–۲۲, ۲۰–۱۹ |       |       |

| ۲۹ اوت ۱۷:۰۰ |

|  |

| سوریه                             | ۶۱–۱۱۲ | چین |
| امتیاز بر پایه نیمه: ۱۷–۶۳, ۴۴–۴۹ |        |     |

| ۳۰ اوت ۱۵:۰۰ |

|  |

| مالزی                             | ۶۲–۹۲ | سوریه |
| امتیاز بر پایه نیمه: ۲۶–۴۸, ۳۸–۴۴ |       |       |

### گروه D
| تیم           | بازی | برد | باخت | امتیاز برده | امتیاز باخته | تفاضل | امتیازات |
| ------------- | ---- | --- | ---- | ----------- | ------------ | ----- | -------- |
| تایوان        | ۳    | ۳   | ۰    | ۲۵۰         | ۲۱۹          | ۳۱+   | ۶        |
| عربستان سعودی | ۳    | ۲   | ۱    | ۲۳۹         | ۲۱۸          | ۲۱+   | ۵        |
| ازبکستان      | ۳    | ۱   | ۲    | ۲۰۷         | ۲۱۹          | ۱۲–   | ۴        |
| بحرین         | ۳    | ۰   | ۳    | ۱۶۹         | ۲۰۹          | ۴۰–   | ۳        |

| ۲۸ اوت ۱۵:۰۰ |

|  |

| عربستان سعودی                     | ۷۹–۶۳ | بحرین |
| امتیاز بر پایه نیمه: ۳۲–۲۸, ۴۷–۳۵ |       |       |

| ۲۸ اوت ۱۷:۰۰ |

|  |

| ازبکستان                          | ۸۲–۹۰ | تایوان |
| امتیاز بر پایه نیمه: ۳۵–۴۱, ۴۷–۴۹ |       |        |

| ۲۹ اوت ۱۷:۰۰ |

|  |

| بحرین                             | ۴۷–۶۲ | ازبکستان |
| امتیاز بر پایه نیمه: ۲۰–۲۸, ۲۷–۳۴ |       |          |

| ۲۹ اوت ۱۹:۰۰ |

|  |

| تایوان                            | ۹۲–۷۸ | عربستان سعودی |
| امتیاز بر پایه نیمه: ۵۰–۳۶, ۴۲–۴۲ |       |               |

| ۳۰ اوت ۱۷:۰۰ |

|  |

| عربستان سعودی                     | ۸۲–۶۳ | ازبکستان |
| امتیاز بر پایه نیمه: ۴۵–۳۲, ۳۷–۳۱ |       |          |

| ۳۰ اوت ۱۹:۰۰ |

|  |

| تایوان                            | ۶۸–۵۹ | بحرین |
| امتیاز بر پایه نیمه: ۳۹–۲۴, ۲۹–۳۵ |       |       |

## دور یک‌چهارم نهایی

### گروه I
| تیم           | بازی | برد | باخت | امتیاز برده | امتیاز باخته | تفاضل | امتیازات |
| ------------- | ---- | --- | ---- | ----------- | ------------ | ----- | -------- |
| چین           | ۳    | ۳   | ۰    | ۲۸۳         | ۱۷۷          | ۱۰۶+  | ۶        |
| عربستان سعودی | ۳    | ۲   | ۱    | ۲۴۱         | ۲۳۴          | ۷+    | ۵        |
| کویت          | ۳    | ۱   | ۲    | ۲۲۰         | ۲۶۵          | ۴۵–   | ۴        |
| لبنان         | ۳    | ۰   | ۳    | ۲۱۷         | ۲۸۵          | ۶۸–   | ۳        |

| ۳۱ اوت ۱۳:۰۰ |

|  |

| لبنان                             | ۶۹–۹۲ | عربستان سعودی |
| امتیاز بر پایه نیمه: ۴۴–۴۸, ۲۵–۴۴ |       |               |

| ۳۱ اوت ۱۵:۰۰ |

|  |

| چین                               | ۹۱–۵۴ | کویت |
| امتیاز بر پایه نیمه: ۴۱–۲۰, ۵۰–۳۴ |       |      |

| ۱ سپتامبر ۱۳:۰۰ |

|  |

| کویت                              | ۸۶–۸۱ | لبنان |
| امتیاز بر پایه نیمه: ۴۰–۴۵, ۴۶–۳۶ |       |       |

| ۱ سپتامبر ۱۵:۰۰ |

|  |

| عربستان سعودی                     | ۵۶–۸۵ | چین |
| امتیاز بر پایه نیمه: ۲۲–۴۴, ۳۴–۴۱ |       |     |

| ۲ سپتامبر ۱۳:۰۰ |

|  |

| لبنان                             | ۶۷–۱۰۷ | چین |
| امتیاز بر پایه نیمه: ۳۹–۵۲, ۲۸–۵۵ |        |     |

| ۲ سپتامبر ۱۵:۰۰ |

|  |

| کویت                              | ۸۰–۹۳ | عربستان سعودی |
| امتیاز بر پایه نیمه: ۴۰–۴۷, ۴۰–۴۶ |       |               |

### گروه II
| تیم       | بازی | برد | باخت | امتیاز برده | امتیاز باخته | تفاضل | امتیازات |
| --------- | ---- | --- | ---- | ----------- | ------------ | ----- | -------- |
| کرهٔ جنوبی | ۳    | ۳   | ۰    | ۱۹۵         | ۱۷۷          | ۱۸+   | ۶        |
| تایوان    | ۳    | ۲   | ۱    | ۲۲۰         | ۲۱۰          | ۱۰+   | ۵        |
| ژاپن      | ۳    | ۱   | ۲    | ۲۰۷         | ۱۹۹          | ۸+    | ۴        |
| سوریه     | ۳    | ۰   | ۳    | ۲۰۱         | ۲۳۷          | ۳۶–   | ۳        |

| ۳۱ اوت ۱۷:۰۰ |

|  |

| ژاپن                              | ۷۸–۵۸ | سوریه |
| امتیاز بر پایه نیمه: ۳۸–۲۷, ۴۰–۳۱ |       |       |

| ۳۱ اوت ۱۹:۰۰ |

|  |

| تایوان                            | ۵۴–۶۱ | کرهٔ جنوبی |
| امتیاز بر پایه نیمه: ۲۰–۳۴, ۳۴–۲۷ |       |           |

| ۱ سپتامبر ۱۷:۰۰ |

|  |

| کرهٔ جنوبی                         | ۶۴–۶۱ | ژاپن |
| امتیاز بر پایه نیمه: ۳۴–۳۱, ۳۰–۳۰ |       |      |

| ۱ سپتامبر ۱۹:۰۰ |

|  |

| سوریه                             | ۸۱–۸۹ | تایوان |
| امتیاز بر پایه نیمه: ۳۷–۳۹, ۴۴–۵۰ |       |        |

| ۲ سپتامبر ۱۷:۰۰ |

|  |

| ژاپن                              | ۶۸–۷۷ | تایوان |
| امتیاز بر پایه نیمه: ۳۷–۳۶, ۳۱–۴۱ |       |        |

| ۲ سپتامبر ۱۹:۰۰ |

|  |

| کرهٔ جنوبی                         | ۷۰–۶۲ | سوریه |
| امتیاز بر پایه نیمه: ۳۰–۳۸, ۴۰–۲۴ |       |       |

### گروه III
| تیم               | بازی | برد | باخت | امتیاز برده | امتیاز باخته | تفاضل | امتیازات |
| ----------------- | ---- | --- | ---- | ----------- | ------------ | ----- | -------- |
| امارات متحدهٔ عربی | ۳    | ۳   | ۰    | ۲۶۱         | ۲۳۵          | ۲۶+   | ۶        |
| بحرین             | ۳    | ۲   | ۱    | ۲۵۵         | ۲۳۴          | ۲۱+   | ۵        |
| هنگ کنگ           | ۳    | ۱   | ۲    | ۲۴۷         | ۲۴۶          | ۱+    | ۴        |
| مالزی             | ۳    | ۰   | ۳    | ۲۱۹         | ۲۶۷          | ۴۸–   | ۳        |

| ۳۱ اوت ۱۳:۰۰ |

|  |

| امارات متحدهٔ عربی                 | ۷۹–۷۲ | بحرین |
| امتیاز بر پایه نیمه: ۲۸–۳۴, ۵۱–۳۸ |       |       |

| ۳۱ اوت ۱۵:۰۰ |

|  |

| مالزی                             | ۵۹–۸۹ | هنگ کنگ |
| امتیاز بر پایه نیمه: ۳۲–۴۴, ۲۷–۴۵ |       |         |

| ۱ سپتامبر ۱۳:۰۰ |

|  |

| هنگ کنگ                           | ۸۸–۹۴ | امارات متحدهٔ عربی |
| امتیاز بر پایه نیمه: ۴۱–۴۱, ۴۷–۵۳ |       |                   |

| ۱ سپتامبر ۱۵:۰۰ |

|  |

| بحرین                             | ۹۰–۸۵ | مالزی |
| امتیاز بر پایه نیمه: ۴۴–۳۷, ۴۶–۴۸ |       |       |

| ۲ سپتامبر ۱۳:۰۰ |

|  |

| امارات متحدهٔ عربی                 | ۸۸–۷۵ | مالزی |
| امتیاز بر پایه نیمه: ۴۷–۴۲, ۴۱–۳۳ |       |       |

| ۲ سپتامبر ۱۵:۰۰ |

|  |

| هنگ کنگ                           | ۷۰–۹۳ | بحرین |
| امتیاز بر پایه نیمه: ۵۰–۳۹, ۲۰–۵۴ |       |       |

### گروه IV
| تیم      | بازی | برد | باخت | امتیاز برده | امتیاز باخته | تفاضل | امتیازات |
| -------- | ---- | --- | ---- | ----------- | ------------ | ----- | -------- |
| ازبکستان | ۲    | ۲   | ۰    | ۱۷۷         | ۱۳۵          | ۴۲+   | ۴        |
| فیلیپین  | ۲    | ۱   | ۱    | ۱۴۶         | ۱۵۲          | ۶–    | ۳        |
| تایلند   | ۲    | ۰   | ۲    | ۱۲۹         | ۱۶۵          | ۳۶–   | ۲        |

| ۳۱ اوت ۱۷:۰۰ |

|  |

| ازبکستان                          | ۹۴–۶۴ | فیلیپین |
| امتیاز بر پایه نیمه: ۵۲–۳۰, ۴۲–۳۴ |       |         |

| ۱ سپتامبر ۱۷:۰۰ |

|  |

| فیلیپین                           | ۸۲–۵۸ | تایلند |
| امتیاز بر پایه نیمه: ۴۶–۳۱, ۳۶–۲۷ |       |        |

| ۲ سپتامبر ۱۷:۰۰ |

|  |

| تایلند                            | ۷۱–۸۳ | ازبکستان |
| امتیاز بر پایه نیمه: ۳۴–۴۴, ۳۷–۳۹ |       |          |

## رده‌بندی پنجم تا چهاردهم

### مکان سیزدهم
| ۳ سپتامبر ۱۳:۰۰ |

|  |

| هنگ کنگ                           | ۶۸–۵۳ | تایلند |
| امتیاز بر پایه نیمه: ۳۹–۲۲, ۲۹–۳۱ |       |        |

### مکان یازدهم
| ۳ سپتامبر ۱۵:۰۰ |

|  |

| بحرین                             | ۷۵–۸۳ | فیلیپین |
| امتیاز بر پایه نیمه: ۳۱–۴۶, ۴۴–۳۷ |       |         |

### مکان نهم
| ۳ سپتامبر ۱۷:۰۰ |

|  |

| ازبکستان                          | ۷۰–۵۶ | امارات متحدهٔ عربی |
| امتیاز بر پایه نیمه: ۴۲–۲۲, ۲۸–۳۴ |       |                   |

### مکان هفتم
| ۴ سپتامبر ۱۰:۰۰ |

|  |

| لبنان                             | ۶۱–۶۰ | سوریه |
| امتیاز بر پایه نیمه: ۲۷–۳۴, ۳۴–۲۶ |       |       |

### مکان پنجم
| ۴ سپتامبر ۱۲:۰۰ |

|  |

| کویت                              | ۶۱–۷۷ | ژاپن |
| امتیاز بر پایه نیمه: ۲۵–۴۵, ۳۶–۳۲ |       |      |

## دور نهایی
|  | نیمه‌نهایی     | نیمه‌نهایی |    |               | نهایی     | نهایی |  |
|  |               |           |    |               |           |       |  |
|  | ۴ سپتامبر     |           |    |               |           |       |  |
|  | کرهٔ جنوبی     | ۸۵        |    |               |           |       |  |
|  | عربستان سعودی | ۵۹        |    |               |           |       |  |
|  |               |           |    |               |           |       |  |
|  |               |           |    |               | ۵ سپتامبر |       |  |
|  |               |           |    |               | کرهٔ جنوبی | ۴۵    |  |
|  |               | چین       | ۶۳ |               |           |       |  |
|  |               |           |    |               |           |       |  |
|  |               |           |    |               |           |       |  |
|  |               |           |    |               | مکان سوم  |       |  |
|  | ۴ سپتامبر     | ۴ سپتامبر |    | ۵ سپتامبر     | ۵ سپتامبر |       |  |
|  | چین           | ۱۰۵       |    | عربستان سعودی | ۹۳        |       |  |
|  | تایوان        | ۵۱        |    |               | تایوان    | ۶۷    |  |

### نیمه‌نهایی
| ۴ سپتامبر ۱۴:۰۰ |

|  |

| کرهٔ جنوبی                         | ۸۵–۵۹ | عربستان سعودی |
| امتیاز بر پایه نیمه: ۴۲–۳۰, ۴۳–۲۹ |       |               |

| ۴ سپتامبر ۱۶:۰۰ |

|  |

| چین                               | ۱۰۵–۵۱ | تایوان |
| امتیاز بر پایه نیمه: ۵۵–۲۳, ۵۰–۲۸ |        |        |

### مکان سوم
| ۵ سپتامبر ۱۱:۰۰ |

|  |

| عربستان سعودی                     | ۹۳–۶۷ | تایوان |
| امتیاز بر پایه نیمه: ۳۸–۳۹, ۵۵–۲۸ |       |        |

### نهایی
| ۵ سپتامبر ۱۳:۰۰ |

|  |

| کرهٔ جنوبی                         | ۴۵–۶۳ | چین |
| امتیاز بر پایه نیمه: ۲۱–۲۹, ۲۴–۳۴ |       |     |

## جدول نهایی
| رتبه | تیم               | رکورد |
| ---- | ----------------- | ----- |
| 1    | چین               | ۷–۰   |
| 2    | کرهٔ جنوبی         | ۶–۲   |
| 3    | عربستان سعودی     | ۵–۳   |
| ۴    | تایوان            | ۵–۳   |
| ۵    | ژاپن              | ۵–۲   |
| ۶    | کویت              | ۳–۴   |
| ۷    | لبنان             | ۴–۳   |
| ۸    | سوریه             | ۱–۵   |
| ۹    | ازبکستان          | ۴–۲   |
| ۱۰   | امارات متحدهٔ عربی | ۴–۳   |
| ۱۱   | فیلیپین           | ۲–۴   |
| ۱۲   | بحرین             | ۲–۵   |
| ۱۳   | هنگ کنگ           | ۲–۵   |
| ۱۴   | تایلند            | ۱–۵   |
| ۱۵   | مالزی             | ۰–۵   |

## جوایز
| قهرمان آسیا ۱۹۹۹       |
| ---------------------- |
| · چین · یازدهمین عنوان |

- باارزش‌ترین بازیکن (ام‌وی‌پی):

 Hu Weidong
- بهترین ۳امتیازی زن:

 Makoto Hasegawa
- جایزهٔ بازیکن اخلاق:

 Ali Al-Maghrabi